# Kempnyia flava
Kempnyia flava är en bäcksländeart som beskrevs av František Klapálek 1916. Kempnyia flava ingår i släktet Kempnyia och familjen jättebäcksländor. Inga underarter finns listade i Catalogue of Life.